# بيتر دونالدسون (ممثل)
بيتر دونالدسون هو ممثل كندي، ولد في 29 أكتوبر 1953 في ميدلاند في كندا، وتوفي في 8 يناير 2011 في تورونتو في كندا بسبب سرطان الرئة.

## وصلات خارجية
- بيتر دونالدسون على موقع IMDb (الإنجليزية)
- بيتر دونالدسون على موقع ألو سيني (الفرنسية)
- بيتر دونالدسون على موقع أول موفي (الإنجليزية)
- بيتر دونالدسون على موقع قاعدة بيانات الأفلام السويدية (السويدية)
- بيتر دونالدسون على موقع قاعدة بيانات الفيلم (الإنجليزية)
- بيتر دونالدسون على موقع كينوبويسك (الروسية)